# ماورو بالدی
ماورو بالدی (ایتالیایی: Mauro Baldi؛ زادهٔ ۳۱ ژانویهٔ ۱۹۵۴ در رجو امیلیا) رانندهٔ سابق مسابقات اتومبیل‌رانی فرمول یک اهل ایتالیا است که از فصل ۱۹۸۲ تا ۱۹۸۵ در مجموع در ۴۱ گراند پری شرکت کرد.
بالدی در طول دوران فعالیت خود در فرمول یک ۵ امتیاز را به نام خود به‌ثبت رساند.